# Lothar Boksteen
Lothar Boksteen (12 december 1948) is een Surinaams oud-bestuurder en minister. Tijdens het militaire regime was hij van 1983 tot 1984 minister van Volksgezondheid en Milieubeheer en na de Telefooncoup van 1990 minister van Openbare Werken. Van 1987 tot 1990 was hij voorzitter van het OKS/CHS (Onafhankelijk Kiesbureau/Centraal Hoofdstembureau) en van 2000 tot 2014 van het CHS.

## Biografie
Lothar Boksteen studeerde civiele techniek aan de Technische Universiteit van Delft. Bij terugkeer in 1979 ging hij aan het werk bij de Afdeling Wegen en Bruggen van het ministerie van Openbare Werken. In 1980 trad hij aan als hoofd van Openbare Werken van het district Nickerie.
Hij is aangesloten bij de Progressieve Arbeiders en Landbouwers Unie (PALU), een marxistische politieke partij die in de jaren 1980 onder leiding van Errol Alibux grote invloed had op het militaire regime. Na de Decembermoorden van 1982 sprong de partij in de impasse waar legerleider Desi Bouterse in was terechtgekomen, met een deelname aan de volgende regering. In deze constellatie trad Boksteen aan als minister van Volksgezondheid en Milieubeheer in het kabinet-Alibux. Hij vervulde het ministerschap van 28 februari 1983 tot en met 3 maart 1984.
In aanloop naar de verkiezingen van 1987, die de terugkeer naar de democratie hadden moeten inluiden, werd hij benoemd tot voorzitter van het OKS/CHS (Onafhankelijk Kiesbureau/Centraal Hoofdstembureau). Nadat het leger het kabinet-Shankar op 25 december 1990 met de Telefooncoup tot aftreden had gedwongen, nam Boksteen als minister van Openbare Werken plaats in de overgangsregering van 7 januari tot en met 17 september 1991.
In 2000 werd Boksteen benoemd tot voorzitter van het Centraal Hoofdstembureau (CHS). Hij nam onder meer het initiatief om de stembiljetten geautomatiseerd te laten tellen. Dit gebeurde met financiering van de Europese Unie en werd later steeds meer verbeterd. Hij bleef voorzitter tot 2014, kort na zijn pensioen, en werd opgevolgd door de aanvankelijk nog waarnemend voorzitter Sam Polanen. In aanloop naar de verkiezingen van 2025 is hij lid van de Beleidscomissie Verkiezingen 2025,
Tijdens het kabinet-Bouterse II (2015-2020) kreeg Boksteen de leiding over omvorming van het Academisch Ziekenhuis Paramaribo naar een Academisch Medisch Centrum. Dit project mislukte en leidde tot een terugvordering van 700.000 US$ door de Islamitische Ontwikkelingsbank.
In 2019 werd hij na het ontslag van Jack Menke waarnemend voorzitter van de AdeKUS, tot Eric Jagdew het roer in 2020 overnam.
In 2023 was Boksteen een van de initiatiefnemers van een groep van zeven economen van zoals zij zichzelf noemen seniore professionals. Onder de naam Gi Sranan (Voor Suriname) geven zij belangeloos trainingen aan Surinamers met ambitie voor bestuursfuncties.